# Cours Paul-Ricard
Cours Paul-Ricard är en återvändsgata i Quartier de l'Europe i Paris åttonde arrondissement. Gatan är uppkallad efter den franske entreprenören Paul Ricard (1909–1997), grundare av Pernod Ricard. Cours Paul-Ricard börjar vid Rue d'Amsterdam 28.

## Omgivningar
- Sainte-Trinité
- Rue de Rome
- Place de Budapest

## Bilder
| - Gatuskylt. - Sainte-Trinité. - Place de Budapest. - En så kallad Wallacefontän på Place de Budapest. |

## Kommunikationer
- Tunnelbana – linjerna     – Saint-Lazare
- Tunnelbana – linje  – Europe
- Busshållplats Europe – Paris bussnät

### Webbkällor
- ”Un nouveau siège mondial pour Pernod-Ricard” (på franska). La champagne de Sophie Claeys. 2 juli 2020. Arkiverad från originalet den 16 november 2023. https://archive.md/waH1F. Läst 16 november 2023.